# Rigny-le-Ferron
Pour les articles homonymes, voir Rigny (homonymie) et Ferron.
Rigny-le-Ferron est une commune française, située dans le département de l'Aube en région Grand Est.

## Géographie
| Vulaines       | Saint-Benoist-sur-Vanne | Paisy-Cosdon |
| Flacy Yonne    | Rigny-le-Ferron         |              |
| Coulours Yonne | Cérilly Yonne           | Bérulle      |

Rigny-Le-Ferron se situe au sud-ouest de l'Aube dans le Pays d'Othe.

### Hydrographie
La commune est dans la région hydrographique « la Seine de sa source au confluent de l'Oise (exclu) » au sein du bassin Seine-Normandie. Elle est drainée par l'aqueduc de la Vanne, la Vanne, le ruisseau de Cerilly, l'aqueduc de Cerilly, un bras de Cérilly, le cours d'eau 01 du Fond de Céan, le Fossé 01 de Vauravoux, le Fossé 01 des Monts, le Fossé de Tiremont et divers autres petits cours d'eau,.
L'aqueduc de la Vanne (157 km), avec celui du Loing, fait partie d'un projet d'aqueducs conçu en 1858 par l'ingénieur Eugène Belgrand à la demande du baron Haussmann pour approvisionner Paris en eau potable captée dans les sources de rivières situées en dehors de la capitale.
La Vanne, d'une longueur de 59 km, prend sa source dans la commune de Fontvannes et se jette  dans l'Yonne à Paron, après avoir traversé 22 communes.

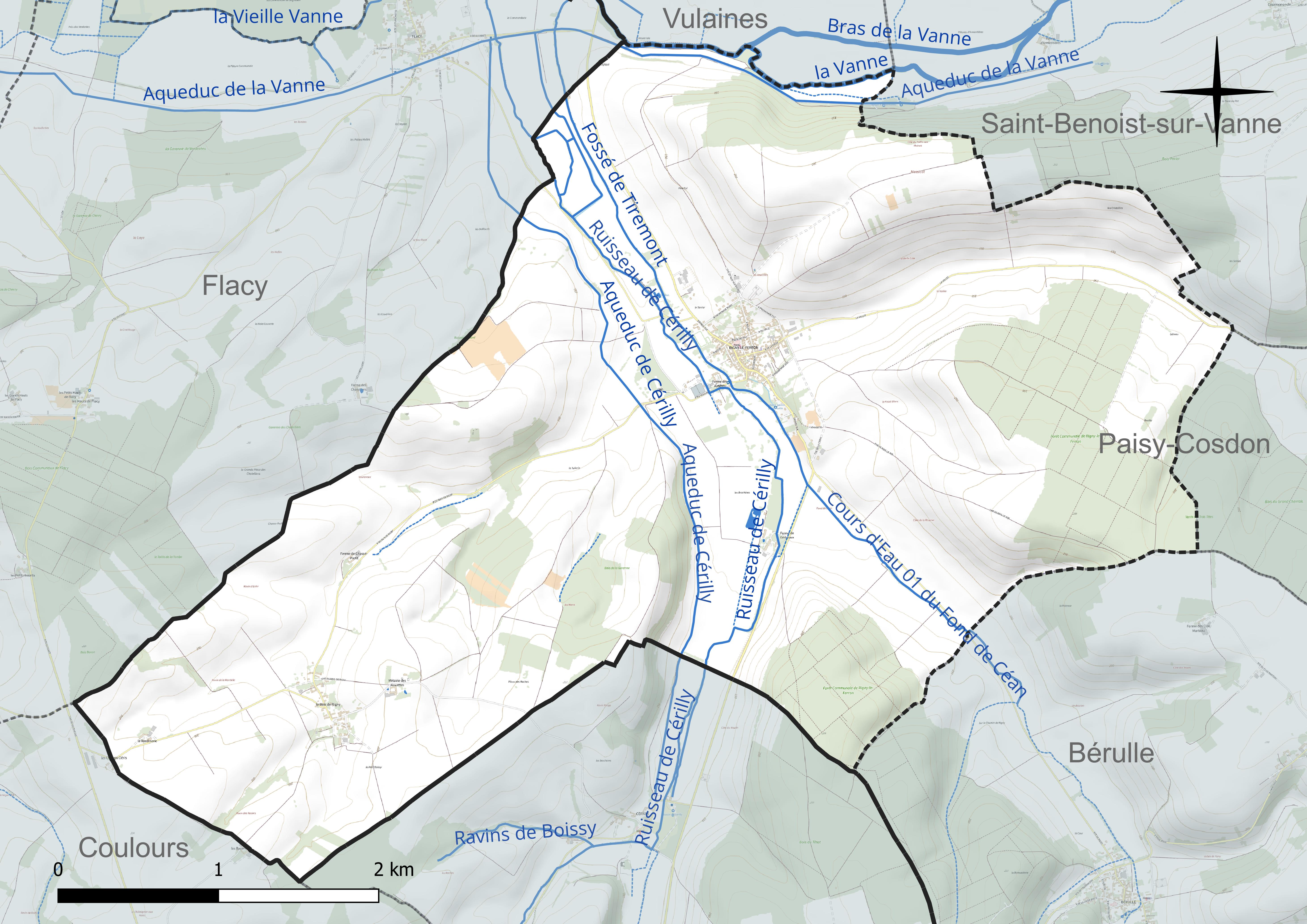
Réseau hydrographique de Rigny-le-Ferron.

Le ruisseau de Cerilly, d'une longueur de 15 km, prend sa source dans la commune de Venizy et se jette  dans la Vanne à Vulaines, après avoir traversé sept communes.

### Climat
Pour des articles plus généraux, voir Climat du Grand Est et Climat de l'Aube.
En 2010, le climat de la commune est de type climat océanique dégradé des plaines du Centre et du Nord, selon une étude du Centre national de la recherche scientifique s'appuyant sur une série de données couvrant la période 1971-2000. En 2020, Météo-France publie une typologie des climats de la France métropolitaine dans laquelle la commune est exposée à un climat océanique altéré et est dans la région climatique Nord-est du bassin Parisien, caractérisée par un ensoleillement médiocre, une pluviométrie moyenne régulièrement répartie au cours de l’année et un hiver froid (3 °C).
Pour la période 1971-2000, la température annuelle moyenne est de 10,6 °C, avec une amplitude thermique annuelle de 15,8 °C. Le cumul annuel moyen de précipitations est de 745 mm, avec 11,9 jours de précipitations en janvier et 7,5 jours en juillet. Pour la période 1991-2020, la température moyenne annuelle observée sur la station météorologique de Météo-France la plus proche, « Flacy », sur la commune de Flacy à 3 km à vol d'oiseau, est de 11,2 °C et le cumul annuel moyen de précipitations est de 740,8 mm. 
La température maximale relevée sur cette station est de 41,9 °C, atteinte le 25 juillet 2019 ; la température minimale est de −25 °C, atteinte le 9 janvier 1985,,.
Les paramètres climatiques de la commune ont été estimés pour le milieu du siècle (2041-2070) selon différents scénarios d'émission de gaz à effet de serre à partir des nouvelles projections climatiques de référence DRIAS-2020. Ils sont consultables sur un site dédié publié par Météo-France en novembre 2022.

## Urbanisme

### Typologie
Au 1er janvier 2024, Rigny-le-Ferron est catégorisée commune rurale à habitat dispersé, selon la nouvelle grille communale de densité à 7 niveaux définie par l'Insee en 2022.
Elle est située hors unité urbaine et hors attraction des villes,.

### Occupation des sols
L'occupation des sols de la commune, telle qu'elle ressort de la base de données européenne d’occupation biophysique des sols Corine Land Cover (CLC), est marquée par l'importance des territoires agricoles (80,5 % en 2018), une proportion sensiblement équivalente à celle de 1990 (80,6 %). La répartition détaillée en 2018 est la suivante : 
terres arables (77,1 %), forêts (17,8 %), zones agricoles hétérogènes (3,4 %), zones urbanisées (1,7 %). L'évolution de l’occupation des sols de la commune et de ses infrastructures peut être observée sur les différentes représentations cartographiques du territoire : la carte de Cassini (XVIIIe siècle), la carte d'état-major (1820-1866) et les cartes ou photos aériennes de l'IGN pour la période actuelle (1950 à aujourd'hui).

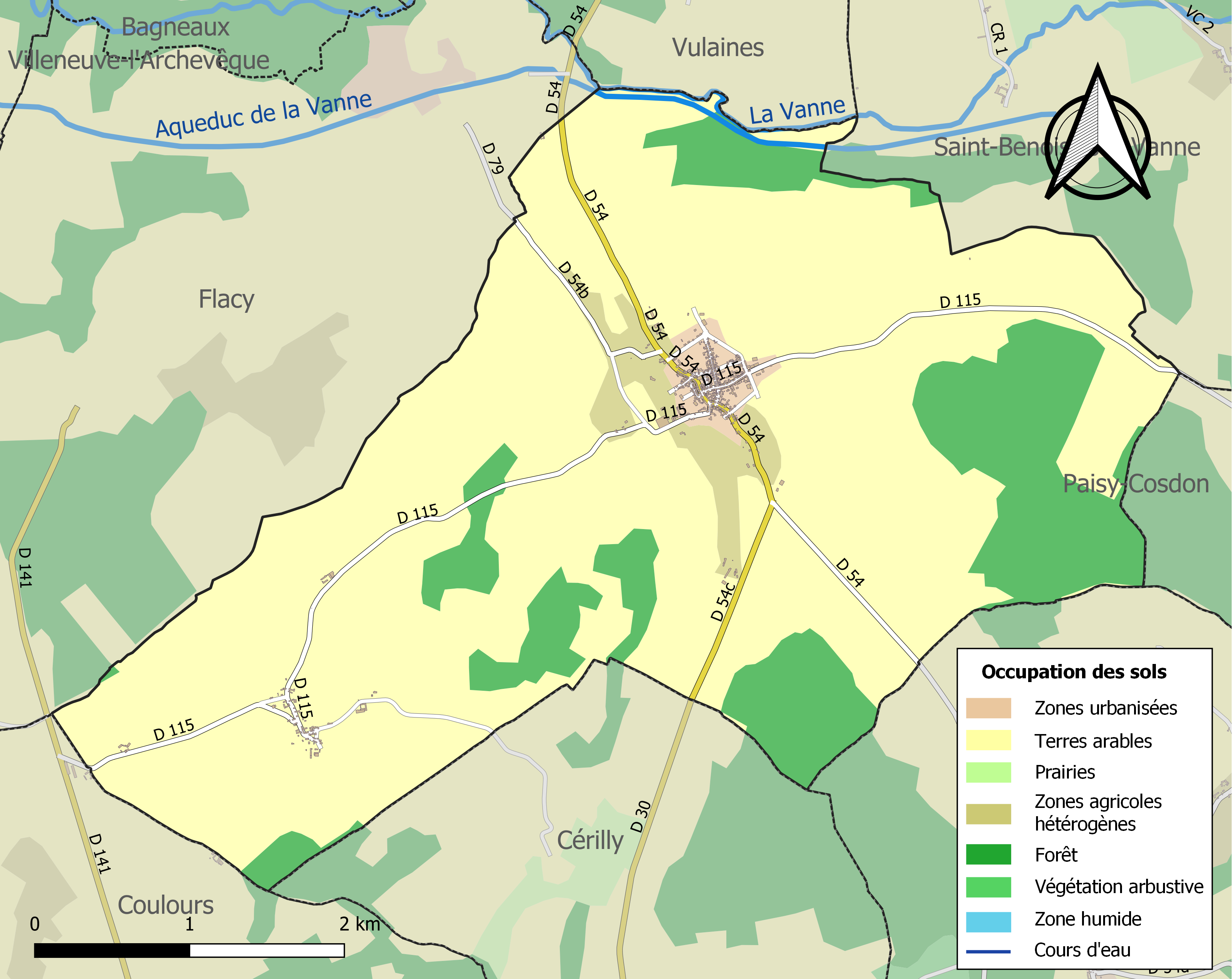
Carte des infrastructures et de l'occupation des sols de la commune en 2018 (CLC).

## Histoire

### Moyen Âge
Les vicomtes de Joigny font de Rigny le centre de leur patrimoine hors Jovinien. Leur domaine s'étale des Sièges à Armentières et de Lailly à Cérilly depuis le début du XIIe siècle. Dans le courant du XIIIe siècle, le poids de Rigny est tel qu'on cite les "vicomtes de Rigny". Malgré l'extinction de la famille des vicomtes de Joigny, la descendance féminine conservera Rigny jusque dans le cours du XVIIe siècle.
Un chevalier originaire de Courceaux vient s'établir à Rigny, et prend avec sa descendance le nom de "de Rigny".
Les moines de Vauluisant disposent de terrains près de l'église, et de bois. Les chevaliers du Temple, et leurs successeurs les chevaliers de l'Hôpital ont un moulin à eau. Une petite partie du finage est dans la suzeraineté de Villemaure (fief de la Mothe).
Les de Saint-Vérain puis les de Chaumont-Quitry tiennent la seigneurie du XIVe   au   XVIe siècle.
Quelques lignages arrivent à traverser les épreuves terribles de la guerre de Cent Ans.

### Métallurgie
La forêt d'Othe est un centre métallurgique connu au début du XIIe siècle. Les moines de Vauluisant et les templiers de Coulours intègrent dans leurs implantations cet aspect économique. Un moulin à forge est réactivé à Gerbeau en 1464. Des cloutiers sont identifiés à Rigny de 1476 à 1564. Leurs concurrents sont leurs voisins de Coulours (huit cités de 1460 à 1663) et de Villeneuve-l'Archevêque (1488). Un verrier s'établit en 1441 aux portes de la paroisse  (famille de Bérulles).

### La Renaissance
Le rayonnement féodal a cessé. Pour autant, le poids de Rigny justifie sa fortification sous François Ier pour échapper à l'insécurité générale consécutive au désastre de Pavie. Des portes fortifiés et des faubourgs marquent l'importance de l'habitat. En outre de nombreux destins sociaux brillants sont accessibles aux fils de Rigny : Hanoteau, Pierre, Malledent, Chapperon.

### Les Bourbon
La commercialisation du bois et de ses dérivés (écorce à tan) vaut à la fraction de la population dédiée à cette marchandise une brusque accélération de ses potentialités sociales. Les Blanchet, Salmon, Moreau, Bezançon, Bouillat acquièrent des statuts enviables dans leurs nouvelles villes (Sens, Villeneuve-l'Archevêque, Villeneuve-le-Roi (-sur-Yonne), Troyes, Brienon-l'Archevêque, Melun) et les autorise à allonger leurs patronymes. Pourtant, le bourg est à l'écart de toute route et n'attire plus les métallurgistes.
En 1720, Rigny est uni au marquisat de Bérulle (actuellement dans l'Aube), érigé en faveur de Pierre de Bérulle, premier président au parlement de Grenoble, mais il meurt bientôt et les lettres ne sont enregistrées qu'en 1748 par son petit-fils. Le fils de ce dernier, Albert, 4ème président de sa famille, par sa vive résistance aux édits du Roi, déclencha involontairement la Révolution française, et fut finalement sa victime.

## Politique et administration
En 1789, le village dépendait de l'intendance et de la généralité de Paris, de l'élection et du bailliage de Sens.

### Curés
- en 1222 Milon. Il décède avant 1228.
- en 1369-1370 Jean de La Barre, doyen de La Rivière.
- de 1409 à 1411 Nicolas Berniquet, doyen de La Rivière.
- de 1482 et 1483 Raollin Bourdon.
- en 1530 Maurice Degie.
- de 1543 à 1569 Pierre Abraham.
- en 1588 Michel Chevalier.
- de 1599 à 1604 Helye Abraham.
- de  1959 à 2005 Paul Grossin (°1923+2005)[24].

### Baillis
- 1522 Mathieu Pierre
- de 1522 à 1525 Pierre Le Hongre, licencié en lois
- 1528 Jacques Duboys (l'Aîné), de Sens
- 1573 Jacques Dubois (le Jeune), de Sens. Époux en 1543 de Madeleine Minagier.

### Prévôts
- de 1498 à 1500 Jehan Grapillart
- 1502 Etienne Genneron
- 1525 Gabriel Salmon
- de 1545 à 1547 Michel Richard, maître ès arts
- 1568 Jean Salmon

### Lieutenants de la prévôté
- 1498 Jacques Leclerc
- 1525 Colas Grapillard
- 1545 Paul Mallet
- 1570 Louis Jeannesson
- 1586 à 1594 Claude Berthier
- 1602 à 1625 Nicolas Blanchet (de la châtellenie)
- 1630 à 1644 Edme Berthier (de la châtellenie)

## Démographie
L'évolution du nombre d'habitants est connue à travers les recensements de la population effectués dans la commune depuis 1793. Pour les communes de moins de 10 000 habitants, une enquête de recensement portant sur toute la population est réalisée tous les cinq ans, les populations de référence des années intermédiaires étant quant à elles estimées par interpolation ou extrapolation. Pour la commune, le premier recensement exhaustif entrant dans le cadre du nouveau dispositif a été réalisé en 2004.

En 2022, la commune comptait 322 habitants, en évolution de −12,02 % par rapport à 2016 (Aube : +0,7 %, France hors Mayotte : +2,11 %).
| 1793  | 1800  | 1806 | 1821 | 1831  | 1836  | 1841  | 1846  | 1851  |
| ----- | ----- | ---- | ---- | ----- | ----- | ----- | ----- | ----- |
| 1 011 | 1 002 | 995  | 995  | 1 226 | 1 230 | 1 246 | 1 282 | 1 244 |

| 1856  | 1861  | 1866  | 1872  | 1876  | 1881  | 1886  | 1891  | 1896  |
| ----- | ----- | ----- | ----- | ----- | ----- | ----- | ----- | ----- |
| 1 255 | 1 241 | 1 291 | 1 195 | 1 159 | 1 115 | 1 064 | 1 042 | 1 006 |

| 1901 | 1906 | 1911 | 1921 | 1926 | 1931 | 1936 | 1946 | 1954 |
| ---- | ---- | ---- | ---- | ---- | ---- | ---- | ---- | ---- |
| 852  | 811  | 794  | 665  | 612  | 632  | 580  | 595  | 538  |

| 1962 | 1968 | 1975 | 1982 | 1990 | 1999 | 2004 | 2006 | 2009 |
| ---- | ---- | ---- | ---- | ---- | ---- | ---- | ---- | ---- |
| 488  | 501  | 379  | 347  | 296  | 337  | 364  | 365  | 378  |

| 2014 | 2019 | 2022 | - | - | - | - | - | - |
| ---- | ---- | ---- | - | - | - | - | - | - |
| 358  | 325  | 322  | - | - | - | - | - | - |

## Lieux et monuments
- Pierre à Massicault : polissoir daté du Néolithique.
- L'église Saint-Martin abrite d'anciennes statues, une collection de plaques tombales et des vitraux (saint Crépin et saint Crépinien, Assomption, la famille de Chaumont-Quitry, etc.) du XVIe siècle au XIXe siècle.

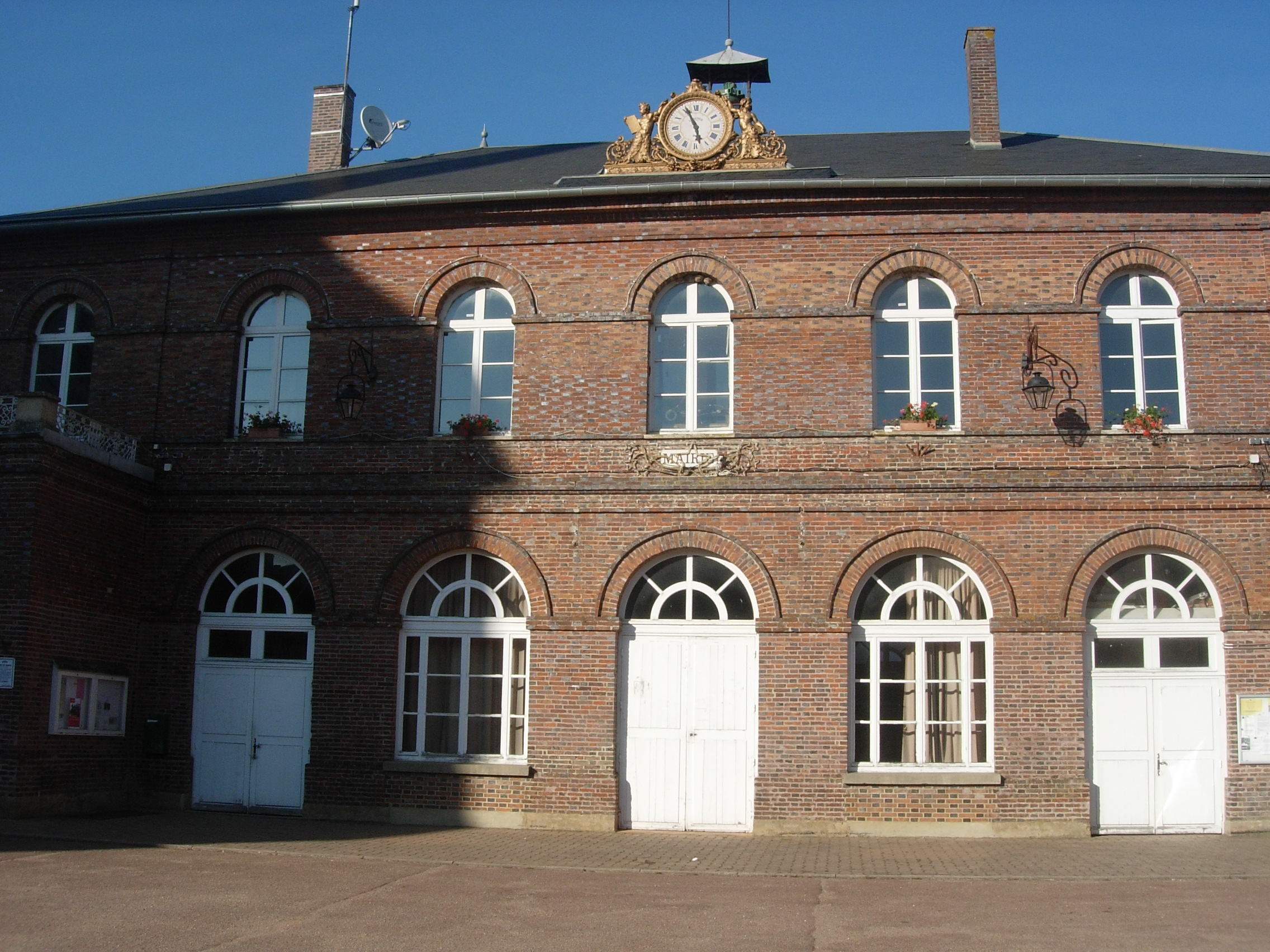
La mairie de Rigny.
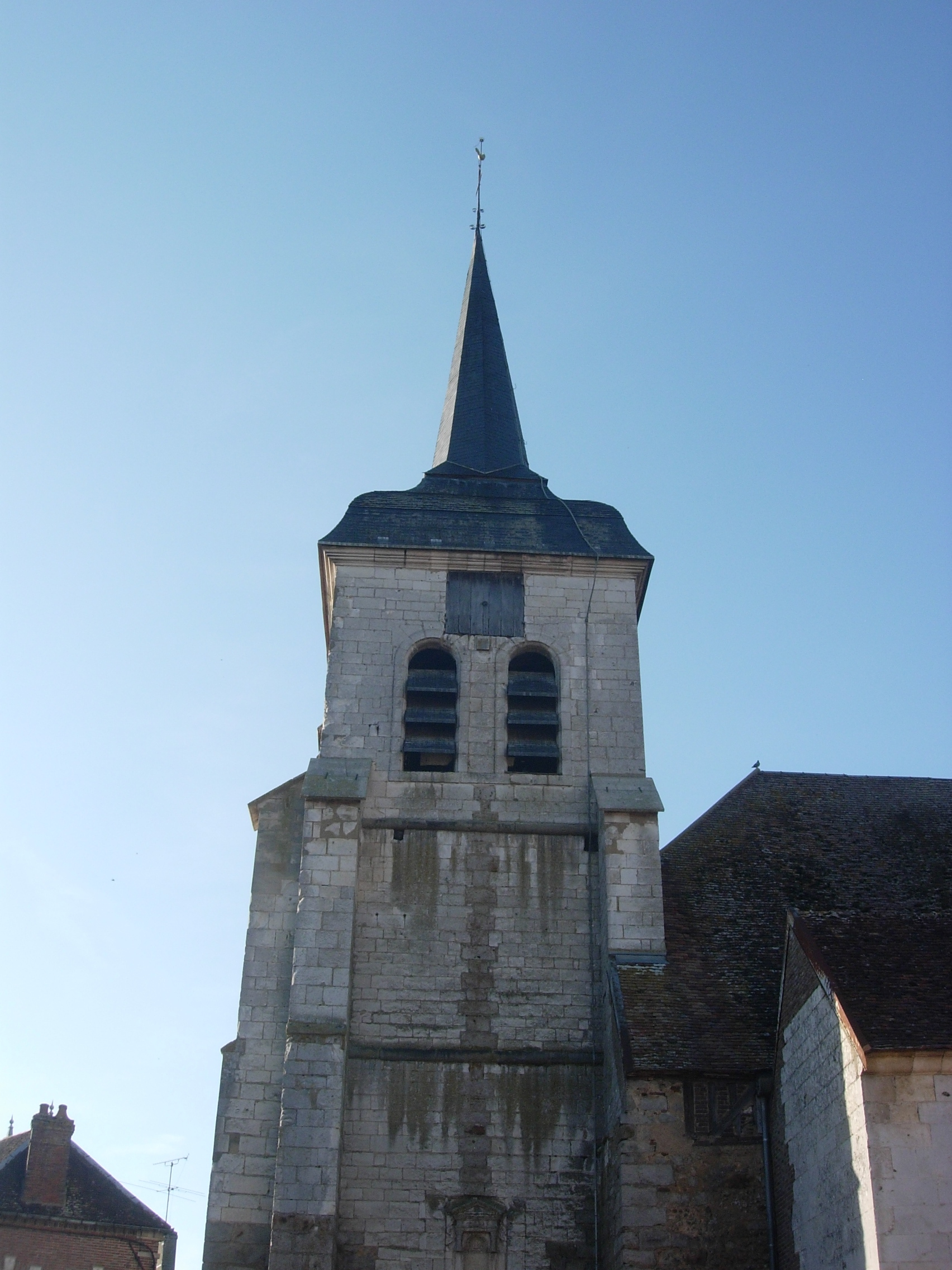
L'église.
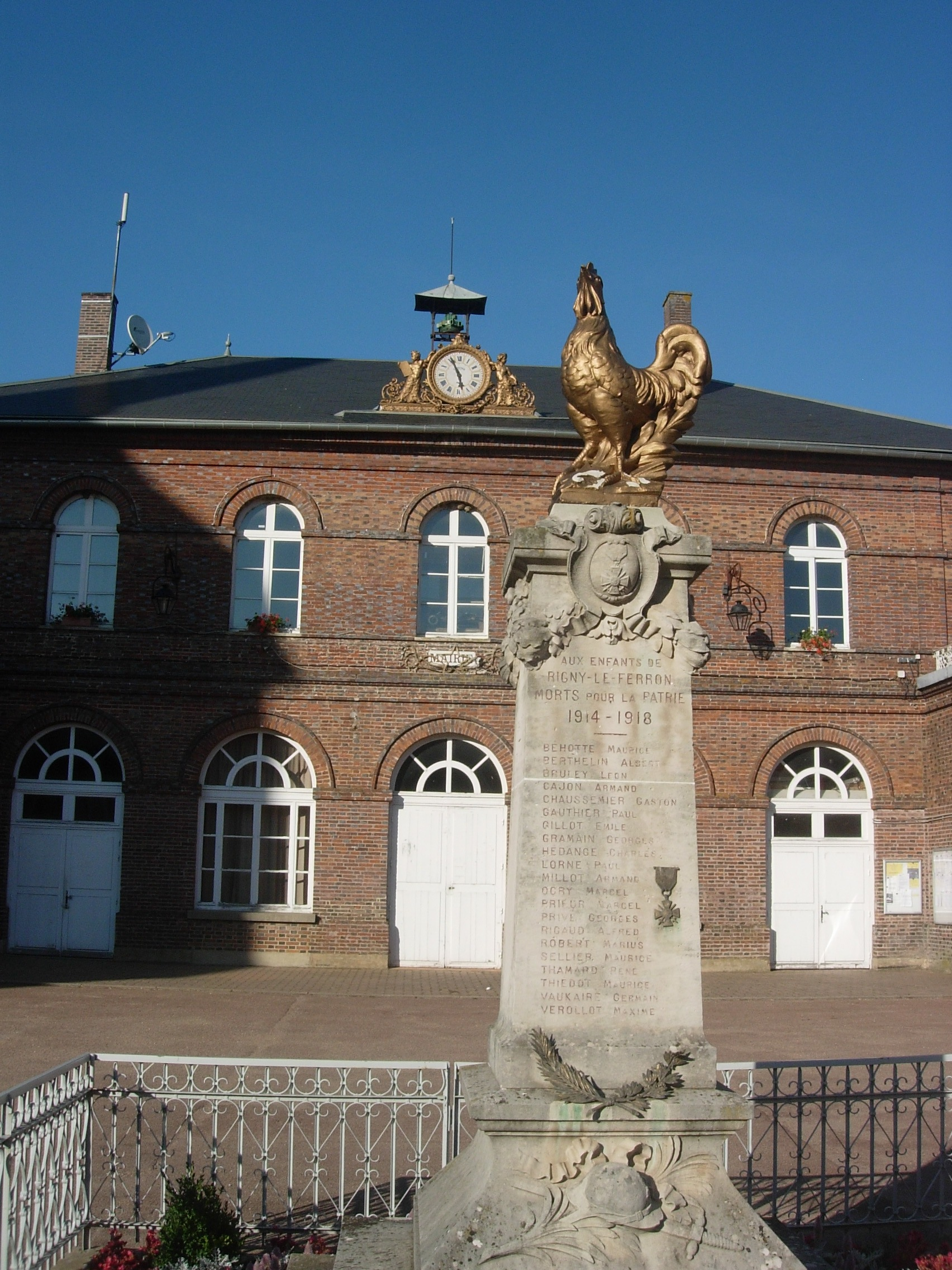
Le monument aux morts.
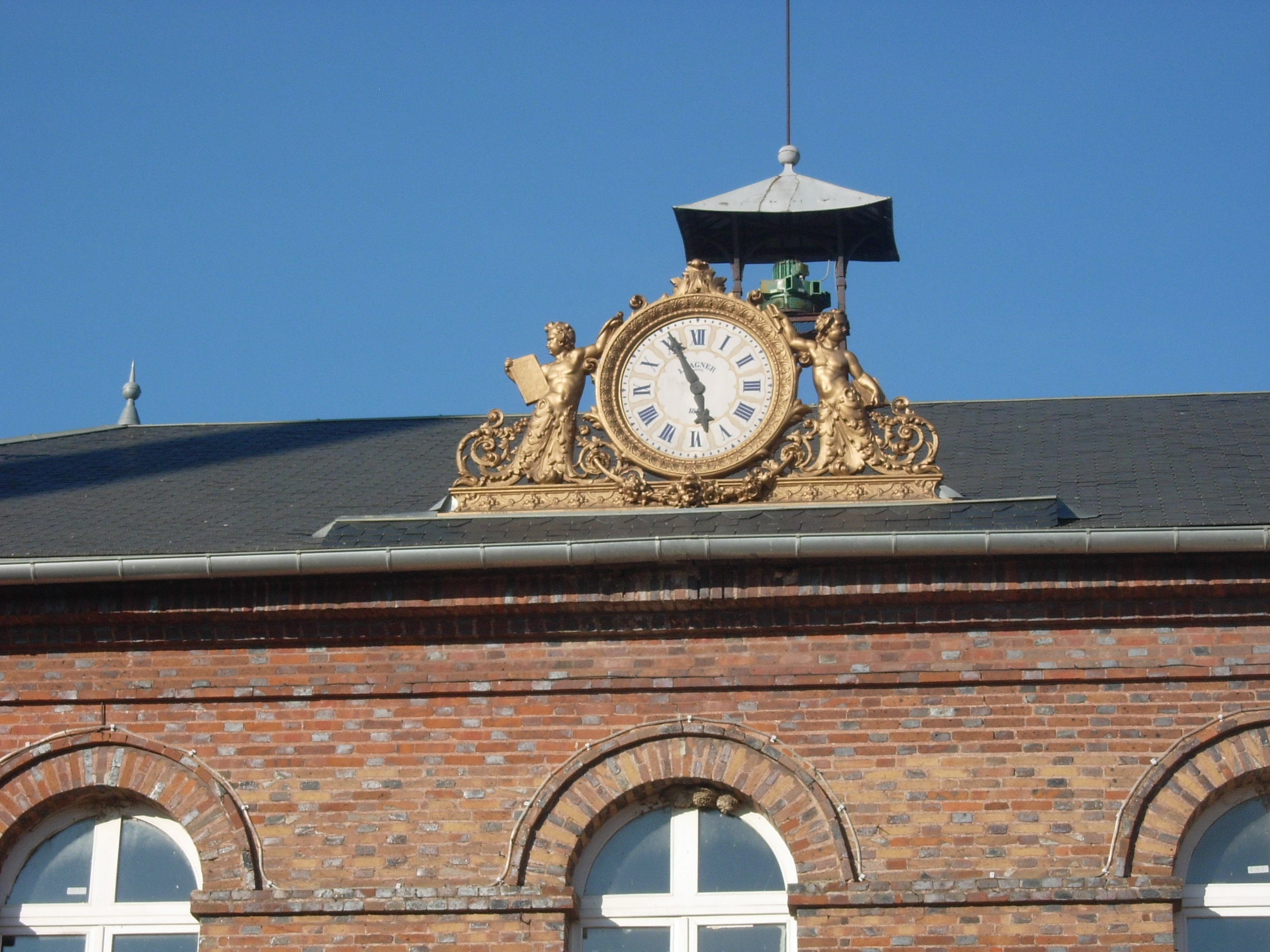
L'horloge de la mairie.

## Personnalités liées à la commune
- Guillaume de Chaumont (-Quitry). Fils d'une dame d'honneur d'Isabeau de Bavière et neveu d'un archevêque de Sens, il est nommé bailli et capitaine de Sens. Il est le représentant de la cause armagnac dans toute la contrée, et à ce titre se fait connaître par des destructions jusqu'à Montréal. En 1420, il tente vainement d'empêcher les rois de France et d'Angleterre et le duc de Bourgogne, qui viennent de célébrer les noces d'Henri d'Angleterre et de Catherine de Valois, de se rendre à Paris. Il échoue à nouveau à Montereau et à Melun. On le retrouve alors parmi les derniers défenseurs d'Orléans, et il aura le soulagement de voir Jeanne d'Arc libérer la ville. Par contre, les habitants de Sens refusent expressément son retour à la tête du bailliage lorsque la cité ouvre ses portes à Charles VII.
- Jehan Hanoteau. Probablement tourneur en 1458 puis marchand à Rigny-le-Feron (1479) et à Courgenay (1483). Il a pour fille Colombe Hanoteau (+1535), épouse de Jehan Pierre, marchand à Rigny-le-Ferron (+1513) ; et pour petit-fils le célèbre Antoine Pierre (+1549), abbé de Vauluisant dès 1502, évêque de Sidon de 1529 à sa mort.
- Le peintre Arsène Sari demeura à Rigny-le-Ferron pendant plus de 10 ans où il avait un atelier.
- Rigny-le-Ferron est le village natal de Pierre Fromont (1896-1949). Il était le fils d'un professeur de sciences naturelles, Auguste Fromont, né lui-même à Rigny-le-Ferron. Il fut élève de l'École normale supérieure (Ulm) de 1919 à 1923. Il fit ensuite l'agrégation d'économie politique des Facultés de droit (1928). Après avoir enseigné à Rennes, il fut à partir de 1942 professeur à la Faculté de droit et de sciences économiques de Paris et à l'Institut national agronomique. Pierre Fromont est l'un des fondateurs de l'Économie rurale en France. Ses œuvres majeures sont "Économie rurale" (1958) et "Problèmes d'économie rurale" (1963). Il consacra l'une de ses thèses à une monographie consacrée au Pays d'Othe ("Le Pays d'Othe", Nancy 1923). Il est enterré dans le cimetière de Rigny.
- Colette Derigny, auteur : Trois Granules pour l’Été et l'Inconnue de la Fête (Théâtre), Jean-Paul Farré, Clown et Comédien, Jean-Paul Farré, le Monde Burlesque d'un Homme de Théâtre, La saison des frissons.